# Омар Сивори
Енрике Омар Сивори (шп. Enrique Omar Sívori; 2. октобар 1935 — 17. фебруар 2005) био је италијанско-аргентински фудбалер и тренер. Играо је на позицији нападача.

## Биографија
Током фудбалске каријере играо је за Ривер Плејт (1954-57), Јувентус (1957-63, постигао је 135 голова у 215 утакмица) и Наполи (1965-69, 12 голова у 63 утакмице). Освајао је титуле шампиона 1955, 1956, 1957, 1958 и 1960, док је Куп освајао 1959, 1960 и 1965. Био је најбољи стрелац Серије А 1960. са 27 погодака.
Након преласка у Јувентус (за то време рекордни трансфер 93.000 фунти), забрањено му је играње за репрезентацију Аргентине, за коју је одиграо 18 утакмица и постигао 9 голова.
За италијанску репрезентацију постигао је 8 голова на 9 утакмица. Учествовао је на Светском првенству 1962. у Чилеу. Био је проглашен два пута за фудбалера године у Италији (1960. и 1961). 
Касније је тренирао бројне тимове, укључујући Ривер Плејт, Наполи и Расинг Авељанеда. Такође је био селектор репрезентације Аргентине, коју је успео да 1974. доведе до Светског првенства, али мало пре почетка првенства добио је отказ. Касније је радио као скаут Јувентуса.
Добитник је Златне лопте за 1964. годину, годишње фудбалске награде коју додељује париски спортски лист — Франс фудбал. Пеле га је сврстао 2004. године на ФИФА 100 листу најбољих живих фудбалера.
Преминуо је у Сан Николасу 17. фебруара 2005. у 69. години од последица рака панкреаса.

## Успеси

### Клуб
Ривер Плејт
- Прва лига Аргентине (3): 1955, 1956, 1957.

Јувентус
- Серија А (3): 1957/58, 1959/60, 1960/61.
- Куп Италије (3): 1958/59, 1959/60, 1964/65.
- Куп Алпа: 1963.

Наполи
- Куп Алпа (1): 1966.

### Репрезентација
Аргентина
- Првенство Јужне Америке: 1957.
- Куп Раул Коломбо (пријатељски): 1956.

### Индивидуалне награде
- Најбољи играч турнира Првенства Јужне Америке: 1957.
- Најбољи стрелац Серије А: 1959/60.
- Златна лопта: 1961.[4]
- ФИФА 100: 2004.